# SAR 64
SAR 64 war der Name eines Search-and-Rescue-Helikopters der Bundeswehr, der bis Juli 2020 auf dem Heeresflugplatz Niederstetten in Baden-Württemberg stationiert war.

## Geschichte
Die Maschine vom Typ Bell UH-1D wurde bereits 1960 auf dem Fliegerhorst Landsberg/Lech in Bayern als SAR 58 in Dienst gestellt. Bis 2013 wurde sie vom dort ansässigen LTG 61 der Luftwaffe eingesetzt, seitdem war für den Betrieb das Heer zuständig. Ende 2016 wurde der Hubschrauber zusammen mit dem ebenfalls in Landsberg stationierten SAR 56 zum Transporthubschrauberregiment 30 nach Niederstetten verlegt und in SAR 64 umbenannt. Am 6. Juli 2020 wurde der Betrieb von SAR 64 eingestellt.

## Aufgaben
Die gewichtsreduzierte Maschine mit Minimalausrüstung wurde zur Bergrettung eingesetzt (mehr Leistung durch weniger Gewicht). Koordiniert wurden die Einsätze von der SAR-Leitstelle RCC in Münster.

## Besatzung und Ausrüstung
Zur Besatzung des Hubschraubers gehörten zwei Piloten (zuvor ein Pilot und ein Bordwart) und ein Luftrettungsmeister (Notfallsanitäter/Rettungsassistent). Ein Notarzt gehörte nicht zur festen Crew und wurde nur im Bedarfsfall an Bord geholt. Der Hubschrauber war mit einer Seilwinde ausgestattet.